# Championnats du monde de natation 2019
Navigation
Édition précédente Édition suivante
Les Championnats du monde de natation 2019, 18e édition des Championnats du monde de natation, ont lieu du 12 au 28 juillet 2019 à Gwangju, en Corée du Sud.

## Organisation
La Fédération internationale de natation (FINA) a décerné l'organisation du championnat du monde 2019 en juillet 2013 en marge des championnats du monde de natation 2013 à Barcelone : les villes de Budapest (Hongrie) et de Tokyo (Japon) avaient présenté leur candidature tout comme la Chine mais sans indiquer de ville.
Les sites retenus sont :
- le centre aquatique international de l'université Nambu, construit pour l'Universiade de 2015[1] : natation et plongeon ;
- le terrain de football de l'université Nambu : water-polo (piscine temporaire) ;
- le terrain de football de l'université Chosun : plongeon de haut-vol (fosse de 6 mètres temporaire) ;
- le gymnase de Yeomju[2] : natation synchronisée (piscine temporaire) ;
- le Yeosu EXPO Ocean Park[3] : nage en eau libre.

Les mascottes Suri et Dari sont deux loutres, mâle et femelle, une espèce phare de la région qui vit dans le fleuve Yeongsan.

## Calendrier
Le calendrier précis est consultable sur le site de la FINA.
| Juillet               | 12 | 13 | 14 | 15 | 16 | 17 | 18 | 19 | 20 | 21 | 22 | 23 | 24 | 25 | 26 | 27 | 28 | Total |
| --------------------- | -- | -- | -- | -- | -- | -- | -- | -- | -- | -- | -- | -- | -- | -- | -- | -- | -- | ----- |
| Cérémonies            | O  |    |    |    |    |    |    |    |    |    |    |    |    |    |    |    | C  | 75    |
| Natation sportive     |    |    |    |    |    |    |    |    |    | 4  | 4  | 5  | 5  | 5  | 5  | 6  | 8  | 42    |
| Nage en eau libre     |    | 1  | 1  |    | 1  | 1  | 1  | 2  |    |    |    |    |    |    |    |    |    | 7     |
| Natation synchronisée |    | 1  | 1  | 2  | 1  | 1  | 1  | 1  | 2  |    |    |    |    |    |    |    |    | 10    |
| Plongeon              |    | 3  | 2  | 2  | 1  | 1  | 1  | 1  | 2  |    |    |    |    |    |    |    |    | 13    |
| Plongeon de haut vol  |    |    |    |    |    |    |    |    |    |    |    | 1  | 1  |    |    |    |    | 2     |
| Water-polo            |    |    | F  | H  | F  | H  | F  | H  | F  | H  | F  | H  | F  | H  | F  | H  |    | 2     |

| Légende |                       |
|         | Cérémonie d'ouverture |
|         | Cérémonie de clôture  |
|         | Jour de compétition   |
|         | Jour de finale        |

Un tournoi de démonstration de beach water-polo se tiendra en parallèle de la compétition de Water polo.

## Podiums

### Natation sportive

#### Hommes
| Épreuves               | Or | Argent | Bronze |
| Nage libre             | Nage libre | Nage libre | Nage libre |
| ---------------------- | --- | --- | --- |
| 50 m                   | Caeleb Dressel 21 s 04 | Bruno Fratus Kristian Gkolomeev 21 s 45 | non attribué |
| 100 m                  | Caeleb Dressel 46 s 96 (RAm) | Kyle Chalmers 47 s 08 | Vladislav Grinev 47 s 82 |
| 200 m                  | Sun Yang 1 min 44 s 93 | Katsuhiro Matsumoto 1 min 45 s 22 | Martin Malyutin Duncan Scott 1 min 45 s 63 |
| 400 m                  | Sun Yang 3 min 42 s 44 | Mack Horton 3 min 43 s 17 | Gabriele Detti 3 min 43 s 23 (RN) |
| 800 m                  | Gregorio Paltrinieri 7 min 39 s 27 (RE) | Henrik Christiansen 7 min 41 s 28 (RN) | David Aubry 7 min 42 s 08 (RN) |
| 1500 m                 | Florian Wellbrock 14 min 36 s 54 | Mykhailo Romanchuk 14 min 37 s 63 | Gregorio Paltrinieri 14 min 38 s 75 |
| Dos                    | | | |
| 50 m                   | Zane Waddell 24 s 43 | Evgeny Rylov 24 s 49 | Kliment Kolesnikov 24 s 51 |
| 100 m                  | Xu Jiayu 52 s 43 | Evgeny Rylov 52 s 67 | Mitchell Larkin 52 s 77 |
| 200 m                  | Evgeny Rylov 1 min 53 s 40 | Ryan Murphy 1 min 54 s 12 | Luke Greenbank 1 min 55 s 85 |
| Brasse                 | | | |
| 50 m                   | Adam Peaty 26 s 06 | Felipe Lima 26 s 66 | João Gomes Júnior 26 s 69 |
| 100 m                  | Adam Peaty 57 s 14 | James Wilby 58 s 46 | Yan Zibei 58 s 63 (RAs) |
| 200 m                  | Anton Chupkov 2 min 6 s 12 (RM) | Matthew Wilson 2 min 6 s 68 | Ippei Watanabe 2 min 6 s 73 |
| Papillon               | | | |
| 50 m                   | Caeleb Dressel 22 s 35 (RC, RAm) | Oleg Kostin 22 s 70 (RN) | Nicholas Santos 22 s 79 |
| 100 m                  | Caeleb Dressel 49 s 66 | Andreï Minakov 50 s 83 | Chad Le Clos 51 s 16 |
| 200 m                  | Kristóf Milák 1 min 50 s 73 (RM) | Daiya Seto 1 min 53 s 86 | Chad Le Clos 1 min 54 s 15 |
| Quatre nages           | | | |
| 200 m                  | Daiya Seto 1 min 56 s 14 | Jérémy Desplanches 1 min 56 s 56 | Chase Kalisz 1 min 56 s 78 |
| 400 m                  | Daiya Seto 4 min 8 s 95 | Jay Litherland 4 min 9 s 22 | Lewis Clareburt 4 min 12 s 07 |
| Relais                 | | | |
| 4 × 100 m nage libre   | États-Unis Caeleb Dressel (47 s 63) Blake Pieroni (47 s 49) Zach Apple (46 s 86) Nathan Adrian (47 s 08) Townley Haas Michael Chadwick 3 min 9 s 06 (RC) | Russie Vladislav Grinev (47 s 83) Vladimir Morozov (47 s 62) Kliment Kolesnikov (47 s 50) Evgeny Rylov (47 s 02) Andreï Minakov 3 min 9 s 97 | Australie Cameron McEvoy (48 s 44) Clyde Lewis (47 s 61) Alexander Graham (48 s 11) Kyle Chalmers (47 s 06) 3 min 11 s 22                               |
| 4 × 200 m nage libre   | Australie Clyde Lewis Kyle Chalmers Alexander Graham Mack Horton Jack McLoughlin Thomas Fraser-Holmes 7 min 0 s 85 (ROc)                                 | Russie Mikhail Dovgalyuk Mikhail Vekovishchev Aleksandr Krasnykh Martin Malyutin Ivan Girev 7 min 1 s 81                                     | États-Unis Andrew Seliskar Blake Pieroni Zach Apple Townley Haas Jack Conger Jack LeVant 7 min 1 s 98                                                   |
| 4 × 100 m quatre nages | Royaume-Uni Luke Greenbank Adam Peaty James Guy Duncan Scott James Wilby 3 min 28 s 10 (RE)                                                              | États-Unis Ryan Murphy Andrew Wilson Caeleb Dressel Nathan Adrian Matt Grevers Michael Andrew Jack Conger Zach Apple 3 min 28 s 45           | Russie Evgeny Rylov Kirill Prigoda Andreï Minakov Vladimir Morozov Kliment Kolesnikov Anton Chupkov Mikhail Vekovishchev Vladislav Grinev 3 min 28 s 81 |

#### Femmes
| Épreuves               | Or | Argent | Bronze |
| Nage libre             | Nage libre | Nage libre | Nage libre |
| ---------------------- | --- | --- | --- |
| 50 m                   | Simone Manuel 24 s 05 | Sarah Sjöström 24 s 07 | Cate Campbell 24 s 11 |
| 100 m                  | Simone Manuel 52 s 04 (RAm) | Cate Campbell 52 s 43 | Sarah Sjöström 52 s 46 |
| 200 m                  | Federica Pellegrini 1 min 54 s 22 | Ariarne Titmus 1 min 54 s 66 | Sarah Sjöström 1 min 54 s 78 |
| 400 m                  | Ariarne Titmus 3 min 58 s 76 (ROc) | Katie Ledecky 3 min 59 s 97 | Leah Smith 4 min 1 s 29 |
| 800 m                  | Katie Ledecky 8 min 13 s 58 | Simona Quadarella 8 min 14 s 99 | Ariarne Titmus 8 min 15 s 70 (ROc) |
| 1 500 m                | Simona Quadarella 15 min 40 s 89 (RN) | Sarah Köhler 15 min 48 s 83 | Wang Jianjiahe 15 min 51 s 00 |
| Dos                    | | | |
| 50 m                   | Olivia Smoliga 27 s 33 (RAm) | Etiene Medeiros 27 s 44 | Daria Vaskina 27 s 51 |
| 100 m                  | Kylie Masse 58 s 60 | Minna Atherton 58 s 85 | Olivia Smoliga 58 s 91 |
| 200 m                  | Regan Smith 2 min 3 s 69 | Kaylee McKeown 2 min 6 s 26 | Kylie Masse 2 min 6 s 62 |
| Brasse                 | | | |
| 50 m                   | Lilly King 29 s 84 | Benedetta Pilato 30 s 00 | Yuliya Efimova 30 s 15 |
| 100 m                  | Lilly King 1 min 4 s 93 | Yuliya Efimova 1 min 5 s 49 | Martina Carraro 1 min 6 s 36 (RN) |
| 200 m                  | Yuliya Efimova 2 min 20 s 17 | Tatjana Schoenmaker 2 min 22 s 52 | Sydney Pickrem 2 min 22 s 90 |
| Papillon               | | | |
| 50 m                   | Sarah Sjöström 25 s 02 | Ranomi Kromowidjojo 25 s 35 | Farida Osman 25 s 47 |
| 100 m                  | Margaret MacNeil 55 s 83 (RAm) | Sarah Sjöström 56 s 22 | Emma McKeon 56 s 61 |
| 200 m                  | Boglárka Kapás 2 min 6 s 78 | Hali Flickinger 2 min 6 s 95 | Katie Drabot 2 min 7 s 04 |
| Quatre nages           | | | |
| 200 m                  | Katinka Hosszú 2 min 7 s 53 | Ye Shiwen 2 min 8 s 60 | Sydney Pickrem 2 min 8 s 70 |
| 400 m                  | Katinka Hosszú 4 min 30 s 39 | Ye Shiwen 4 min 32 s 07 | Yui Ohashi 4 min 32 s 33 |
| Relais                 | | | |
| 4 × 100 m nage libre   | Australie Bronte Campbell (52 s 85) Brianna Throssell (53 s 34) Emma McKeon (52 s 57) Cate Campbell (51 s 45) Madison Wilson 3 min 30 s 21 (RC)    | États-Unis Mallory Comerford (52 s 98) Abbey Weitzeil (52 s 66) Kelsi Dahlia (53 s 46) Simone Manuel (51 s 92) Allison Schmitt Margo Geer Lia Neal 3 min 31 s 02 (RAm) | Canada Kayla Sanchez (53 s 72) Taylor Ruck (52 s 19) Penny Oleksiak (52 s 69) Margaret MacNeil (53 s 18) Rebecca Smith 3 min 31 s 78 (RN) |
| 4 × 200 m nage libre   | Australie Ariarne Titmus Madison Wilson Brianna Throssell Emma McKeon Leah Neale Kiah Melverton 7 min 41 s 50 (RM)                                 | États-Unis Simone Manuel Katie Ledecky Melanie Margalis Katie McLaughlin Allison Schmitt Gabby DeLoof Leah Smith 7 min 41 s 87 (RAm)                                   | Canada Kayla Sanchez Taylor Ruck Emily Overholt Penny Oleksiak Rebecca Smith Emma O'Croinin 7 min 44 s 35                                 |
| 4 × 100 m quatre nages | États-Unis Regan Smith Lilly King Kelsi Dahlia Simone Manuel Olivia Smoliga Melanie Margalis Katie McLaughlin Mallory Comerford 3 min 50 s 40 (RM) | Australie Minna Atherton Jessica Hansen Emma McKeon Cate Campbell Kaylee McKeown Brianna Throssell Madison Wilson 3 min 53 s 42                                        | Canada Kylie Masse Sydney Pickrem Margaret MacNeil Penny Oleksiak Kierra Smith Rebecca Smith Taylor Ruck 3 min 53 s 58                    |

#### Mixte
| Épreuves               | Or | Argent | Bronze |
| Relais                 | Relais | Relais | Relais |
| ---------------------- | --- | --- | --- |
| 4 × 100 m nage libre   | États-Unis Caeleb Dressel Zach Apple Mallory Comerford Simone Manuel Blake Pieroni Nathan Adrian Katie McLaughlin Abbey Weitzeil 3 min 19 s 40 (RM)                    | Australie Kyle Chalmers Clyde Lewis Emma McKeon Bronte Campbell Cameron McEvoy Alexander Graham Brianna Throssell Madison Wilson 3 min 19 s 97 (ROc)                                 | France Clément Mignon Mehdy Metella Charlotte Bonnet Marie Wattel Maxime Grousset Béryl Gastaldello 3 min 22 s 11                |
| 4 × 100 m quatre nages | Australie Mitchell Larkin (53 s 47) Matthew Wilson (58 s 37) Emma McKeon (56 s 14) Cate Campbell (51 s 10) Minna Atherton Matthew Temple Bronte Campbell 3 min 39 s 08 | États-Unis Ryan Murphy (52 s 46) Lilly King (1 min 04 s 94) Caeleb Dressel (49 s 33) Simone Manuel (52 s 37) Matt Grevers Andrew Wilson Kelsi Dahlia Mallory Comerford 3 min 39 s 10 | Royaume-Uni Georgia Davies (59 s 25) Adam Peaty (57 s 73) James Guy (50 s 72) Freya Anderson (52 s 98) James Wilby 3 min 40 s 68 |

#### Légende
RM Record du monde | RMj Record du monde junior | RAf Record d'Afrique | RAm Record d'Amérique | RAs Record d'Asie | RE Record d'Europe | 
ROc Record d'Océanie | RC Record des championnats | RN Record national

### Nage en eau libre
| Épreuves         | Or                                                                        | Argent                                                                                           | Bronze                                                                                      |        |        |        |
| Hommes           | Hommes                                                                    | Hommes                                                                                           | Hommes                                                                                      | Hommes | Hommes | Hommes |
| ---------------- | ------------------------------------------------------------------------- | ------------------------------------------------------------------------------------------------ | ------------------------------------------------------------------------------------------- | ------ | ------ | ------ |
| 5 km             | Kristóf Rasovszky 53 min 22 s 1                                           | Logan Fontaine 53 min 32 s 2                                                                     | Eric Hedlin 53 min 32 s 4                                                                   |        |        |        |
| 10 km            | Florian Wellbrock 1 h 47 min 55 s 90                                      | Marc-Antoine Olivier 1 h 47 min 56 s 10                                                          | Rob Muffels 1 h 47 min 57 s 40                                                              |        |        |        |
| 25 km            | Axel Reymond 4 h 51 min 6 s 20                                            | Kirill Beliaev 4 h 51 min 6 s 50                                                                 | Alessio Occhipinti 4 h 51 min 9 s 50                                                        |        |        |        |
| Femmes           |                                                                           |                                                                                                  |                                                                                             |        |        |        |
| 5 km             | Ana Marcela Cunha 57 min 56 s 0                                           | Aurélie Muller 57 min 57 s 0                                                                     | Hannah Moore Leonie Beck 57 min 58 s 0                                                      |        |        |        |
| 10 km            | Xin Xin 1 h 54 min 47 s 2                                                 | Haley Anderson 1 h 54 min 48 s 1                                                                 | Rachele Bruni 1 h 54 min 49 s 9                                                             |        |        |        |
| 25 km            | Ana Marcela Cunha 5 h 8 min 3 s 00                                        | Finnia Wunram 5 h 8 min 11 s 60                                                                  | Lara Grangeon 5 h 8 min 21 s 20                                                             |        |        |        |
| Équipes          |                                                                           |                                                                                                  |                                                                                             |        |        |        |
| 5 km par équipes | Allemagne Lea Boy Sarah Köhler Soeren Meissner Rob Muffels 53 min 58 s 70 | Italie Rachele Bruni Giulia Gabbrielleschi Domenico Acerenza Gregorio Paltrinieri 53 min 58 s 90 | États-Unis Haley Anderson Jordan Wilimovsky Ashley Twichell Michael Brinegar 53 min 59 s 00 |        |        |        |

### Natation synchronisée
La FINA a décidé d'ajouter une épreuve supplémentaire Highlight technique.
| Épreuves  | Or | Argent | Bronze |       |       |       |
| Libre     | Libre | Libre | Libre | Libre | Libre | Libre |
| --------- | --- | --- | --- | ----- | ----- | ----- |
| Solo      | Svetlana Romashina 97,1333 pts | Ona Carbonell 94,5667 pts | Yukiko Inui 93,2000 pts |       |       |       |
| Duo       | Russie Svetlana Kolesnichenko Svetlana Romashina 97,5000 pts | Chine Huang Xuechen Sun Wenyan 95,7667 pts | Ukraine Marta Fiedina Anastasiya Savchuk 94,1000 pts |       |       |       |
| Équipe    | Russie Anastasia Arkhipovskaïa Mayya Doroshko Maryna Goliadkina Veronika Kalinina Polina Komar Alla Shishkina Maria Shurochkina Varvara Subbotina 98,0000 pts                                             | Chine Chang Hao Feng Yu Guo Li Huang Xuechen Liang Xinping Sun Wenyan Xiao Yanning Yin Chengxin 96,0333 pts                                                                       | Ukraine Maryna Aleksiiva Vladyslava Aleksiiva Marta Fiedina Yana Nariezhna Kateryna Reznik Anastasiya Savchuk Alina Shynkarenko Yelyzaveta Yakhno 94,3667 pts                                             |       |       |       |
| Duo mixte | Russie Mayya Gurbanberdieva Aleksandr Maltsev 92,9776 pts | Italie Manila Flamini Giorgio Minisini 91,8333 pts | Japon Atsushi Abe Yumi Adachi 90,4000 pts |       |       |       |
| Combiné   | Russie Anastasia Arkhipovskaïa Vlada Chigireva Mayya Doroshko Maryna Goliadkina Mikhaela Kalancha Veronika Kalinina Polina Komar Alla Shishkina Maria Shurochkina Varvara Subbotina 98,0000 pts           | Chine Chang Hao Cheng Wentao Feng Yu Guo Li Liang Xinping Sun Wenyan Tang Mengni Wang Qianyi Xiao Yanning Yin Chengxin 95,5667 pts                                                | Ukraine Maryna Aleksiiva Vladyslava Aleksiiva Valeriia Aprielieva Veronika Hryshko Oleksandra Kovalenko Yana Nariezhna Kateryna Reznik Anastasiya Savchuk Alina Shynkarenko Yelyzaveta Yakhno 94,5333 pts |       |       |       |
| Highlight | Ukraine Maryna Aleksiiva Vladyslava Aleksiiva Valeriia Aprielieva Veronika Hryshko Oleksandra Kovalenko Yana Nariezhna Kateryna Reznik Anastasiya Savchuk Alina Shynkarenko Yelyzaveta Yakhno 94,5000 pts | Italie Beatrice Callegari Domiziana Cavanna Linda Cerruti Francesca Deidda Costanza Di Camillo Costanza Ferro Gemma Galli Alessia Pezone Enrica Piccoli Federica Sala 91,7333 pts | Espagne Leyre Abadía Ona Carbonell Abril Conesa Berta Ferreras Cecilia Jiménez María Juárez Meritxell Mas Elena Melián Paula Ramírez Blanca Toledano 91,1333 pts                                          |       |       |       |
| Technique | | | |       |       |       |
| Solo      | Svetlana Kolesnichenko 95,0023 pts | Ona Carbonell 92,5002 pts | Yukiko Inui 92,3084 pts |       |       |       |
| Duo       | Russie Svetlana Kolesnichenko Svetlana Romashina 95,9010 pts | Chine Huang Xuechen Sun Wenyan 94,0072 pts | Ukraine Marta Fiedina Anastasiya Savchuk 92,5847 pts |       |       |       |
| Équipe    | Russie Anastasia Arkhipovskaïa Vlada Chigireva Mayya Doroshko Maryna Goliadkina Veronika Kalinina Polina Komar Alla Shishkina Maria Shurochkina 96,9426 pts                                               | Chine Feng Yu Guo Li Huang Xuechen Liang Xinping Sun Wenyan Wang Qianyi Xiao Yanning Yin Chengxin 95,1543 pts                                                                     | Ukraine Maryna Aleksiiva Vladyslava Aleksiiva Marta Fiedina Yana Nariezhna Kateryna Reznik Anastasiya Savchuk Alina Shynkarenko Yelyzaveta Yakhno 93,4514 pts                                             |       |       |       |
| Duo mixte | Russie Mayya Gurbanberdieva Aleksandr Maltsev 92,0749 pts | Italie Manila Flamini Giorgio Minisini 90,8511 pts | Japon Atsushi Abe Yumi Adachi 88,5113 pts |       |       |       |

### Plongeon

#### Épreuves individuelles
| Épreuves | Or                       | Argent                    | Bronze                      |        |        |
| Hommes   | Hommes                   | Hommes                    | Hommes                      | Hommes | Hommes |
| -------- | ------------------------ | ------------------------- | --------------------------- | ------ | ------ |
| 1 m      | Wang Zongyuan 440,25 pts | Rommel Pacheco 420,15 pts | Peng Jianfeng 415,00 pts    |        |        |
| 3 m      | Xie Siyi 545,45 pts      | Cao Yuan 517,85 pts       | Jack Laugher 504,55 pts     |        |        |
| 10 m     | Yang Jian 598,65 pts     | Yang Hao 585,75 pts       | Aleksandr Bondar 541,05 pts |        |        |
| Femmes   |                          |                           |                             |        |        |
| 1 m      | Chen Yiwen 285,45 pts    | Sarah Bacon 262,00 pts    | Kim Su-ji 257,20 pts        |        |        |
| 3 m      | Shi Tingmao 391,00 pts   | Wang Han 372,85 pts       | Maddison Keeney 367,05 pts  |        |        |
| 10 m     | Chen Yuxi 439,00 pts     | Lu Wei 377,80 pts         | Delaney Schnell 364,20 pts  |        |        |

#### Épreuves synchronisées
| Épreuves | Or                                                  | Argent                                                   | Bronze                                                |        |        |        |
| Hommes   | Hommes                                              | Hommes                                                   | Hommes                                                | Hommes | Hommes | Hommes |
| -------- | --------------------------------------------------- | -------------------------------------------------------- | ----------------------------------------------------- | ------ | ------ | ------ |
| 3 m      | Chine Cao Yuan Xie Siyi 439,74 pts                  | Royaume-Uni Daniel Goodfellow Jack Laugher 415,02 pts    | Mexique Yahel Castillo Juan Celaya 413,94 pts         |        |        |        |
| 10 m     | Chine Cao Yuan Chen Aisen 486,93 pts                | Russie Aleksandr Bondar Viktor Minibaev 444,60 pts       | Royaume-Uni Tom Daley Matty Lee 425,91 pts            |        |        |        |
| Femmes   |                                                     |                                                          |                                                       |        |        |        |
| 3 m      | Chine Shi Tingmao Wang Han 342,00 pts               | Canada Jennifer Abel Mélissa Citrini-Beaulieu 311,10 pts | Mexique Paola Espinosa Melany Hernández 294,90 pts    |        |        |        |
| 10 m     | Chine Lu Wei Zhang Jiaqi 345,24 pts                 | Malaisie Leong Mun Yee Pandelela Rinong 312,72 pts       | États-Unis Samantha Bromberg Katrina Young 304,86 pts |        |        |        |
| Mixtes   |                                                     |                                                          |                                                       |        |        |        |
| 3 m      | Australie Matthew Carter Maddison Keeney 304,86 pts | Canada François Imbeau-Dulac Jennifer Abel 304,08 pts    | Allemagne Lou Massenberg Tina Punzel 301,62 pts       |        |        |        |
| 10 m     | Chine Lian Junjie Si Yajie 346,14 pts               | Russie Viktor Minibaev Ekaterina Beliaeva 311,28 pts     | Mexique José Balleza María Sánchez 287,64 pts         |        |        |        |
| Équipes  | Chine Yang Jian Lin Shan 416,65 pts                 | Russie Sergey Nazin Yulia Timoshinina 390,05 pts         | États-Unis Andrew Capobianco Katrina Young 357,60 pts |        |        |        |

### Plongeon de haut vol
| Épreuves      | Or                          | Argent                     | Bronze                      |
| ------------- | --------------------------- | -------------------------- | --------------------------- |
| Hommes (27 m) | Gary Hunt 442.20 pts        | Steven LoBue 433.65 pts    | Jonathan Paredes 430.15 pts |
| Femmes (20 m) | Rhiannan Iffland 298.05 pts | Adriana Jiménez 297.90 pts | Jessica Macaulay 295.40 pts |

### Water-polo
| Épreuves | Or         | Argent  | Bronze    |
| -------- | ---------- | ------- | --------- |
| Hommes   | Italie     | Espagne | Croatie   |
| Femmes   | États-Unis | Espagne | Australie |

## Tableau des médailles
- Pays organisateur

| Rang  | Nation           | Or | Argent | Bronze | Total |
| ----- | ---------------- | -- | ------ | ------ | ----- |
| 1     | Chine            | 16 | 11     | 3      | 30    |
| 2     | États-Unis       | 15 | 11     | 10     | 36    |
| 3     | Russie           | 12 | 11     | 7      | 30    |
| 4     | Australie        | 7  | 9      | 7      | 23    |
| 5     | Hongrie          | 5  | 0      | 0      | 5     |
| 6     | Italie           | 4  | 6      | 5      | 15    |
| 7     | Royaume-Uni      | 4  | 2      | 6      | 12    |
| 8     | Allemagne        | 3  | 2      | 3      | 8     |
| 9     | Brésil           | 2  | 3      | 2      | 7     |
| 10    | Canada           | 2  | 2      | 7      | 11    |
| 11    | Japon            | 2  | 2      | 6      | 10    |
| 12    | France           | 1  | 3      | 3      | 7     |
| 13    | Suède            | 1  | 2      | 2      | 5     |
| 14    | Ukraine          | 1  | 1      | 5      | 7     |
| 15    | Afrique du Sud   | 1  | 1      | 2      | 4     |
| 16    | Espagne          | 0  | 4      | 1      | 5     |
| 17    | Mexique          | 0  | 2      | 4      | 6     |
| 18    | Grèce            | 0  | 1      | 0      | 1     |
| 18    | Malaisie         | 0  | 1      | 0      | 1     |
| 18    | Norvège          | 0  | 1      | 0      | 1     |
| 18    | Pays-Bas         | 0  | 1      | 0      | 1     |
| 18    | Suisse           | 0  | 1      | 0      | 1     |
| 20    | Croatie          | 0  | 0      | 1      | 1     |
| 20    | Égypte           | 0  | 0      | 1      | 1     |
| 20    | Corée du Sud     | 0  | 0      | 1      | 1     |
| 20    | Nouvelle-Zélande | 0  | 0      | 1      | 1     |
| Total | Total            | 76 | 77     | 77     | 230   |